# Křeni (hudební skupina)
Křeni jsou česká hudební skupina pocházející z Karvinska, která vznikla v roce 2000. Kapela hraje bluegrass (rozšířený o prvky jazzu a swingu) a to jak tradicionály tak i vlastní skladby.
4. října 2003 vydala kapela své debutové album „Tohle já znám“.

## Členové skupiny
Aktuální členové skupiny:
- Ondra Kozák – kytara, housle, zpěv
- Michal Wawrzyczek – banjo, zpěv
- Lukáš Rytíř – kontrabas, zpěv
- Vítek Hanulík – mandolína, zpěv
- Karel Začal – dobro

Bývalí členové skupiny:[zdroj?]
- Adam Zielonka – housle
- Jakub Novák – kontrabas
- Petr Novák – mandolína

## Úspěchy
- 1. místo v kategorii Kapela roku vyhodnocovanou Bluegrassovou asociací ČR v roce 2007[4]

## Diskografie
- CD Tohle já znám, 2003
- CD Leaving Home, 2005
- CD For Sale, 2007
- CD Lucky Man, 2009